# Кольфонтен
Кольфонте́н (фр. Colfontaine, валлон. Colfontinne / Colfontène, пикард. Colfontinne) — коммуна в Валлонии, расположенная в провинции Эно, округ Монс. Принадлежит Французскому языковому сообществу Бельгии. На площади 13,62 км² проживают 20 021 человек (плотность населения — 1470 чел./км²), из которых 47,50 % — мужчины и 52,50 % — женщины. Средний годовой доход на душу населения в 2003 году составлял 9 785 евро.
Почтовый код: 7340. Телефонный код: 065.

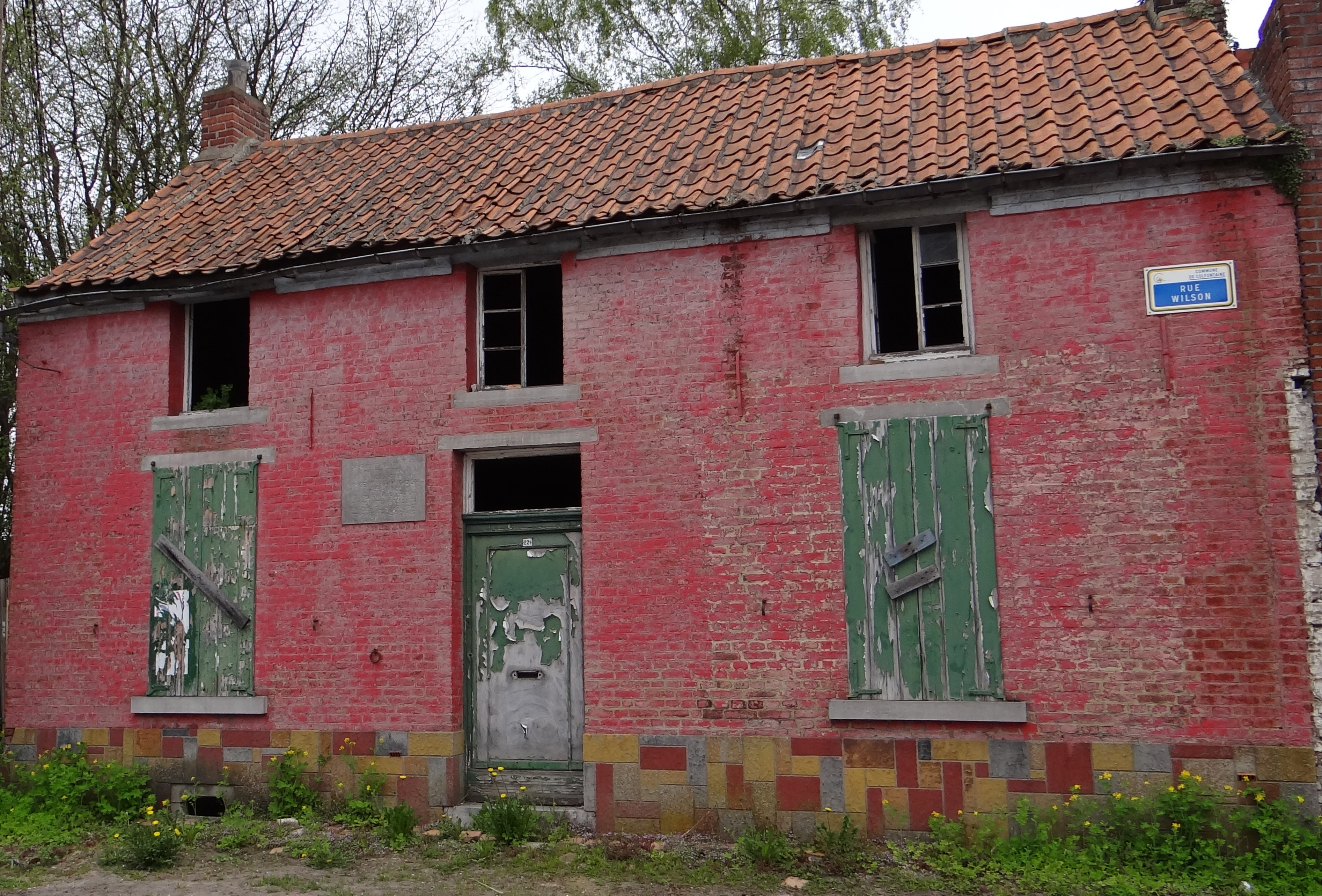
Ван Гог, Винсент — 1878 1879 — Wasmes — Дом Булочника Denis — Angle Rue du petit-Wasmes et Rue Wilson